# Catherine Robbe-Grillet
Pour les articles homonymes, voir Robbe-Grillet et Carayon.
Catherine Robbe-Grillet, née Catherine Rstakian le 24 septembre 1930 à Paris XIVe, également connue sous les noms de plume Jeanne de Berg, Jean de Berg et Catherine Carayon, est une femme de lettres, actrice française, et une maîtresse de cérémonie sadomasochiste. Son œuvre traite de BDSM.
Elle est l'épouse puis la veuve du romancier et cinéaste Alain Robbe-Grillet, et s'est remariée avec Beverly Charpentier.

## Biographie

### Origines, jeunesse et études
Catherine Rstakian naît en 1930 d'un père arménien venant d'Arménie russe forcé de fuir l'avancée des troupes turques dans le Caucase en 1917. Il habite Tbilissi jusqu'en 1920 puis Constantinople jusqu'en 1924. Son frère et lui déménagent ensuite à Montpellier puis à Paris à la fin des années 1920. Il ne transmettra jamais la langue arménienne à sa fille, née peu après son installation à Paris.
Catherine Rstakian a deux sœurs. Elle fait ses études secondaires à Paris dans une institution religieuse (Notre-Dame de Sion), puis elle entre à l'école de commerce HEC Jeunes Filles.

### Écriture et cinéma
Elle rencontre en 1951 Alain Robbe-Grillet, écrivain du mouvement Nouveau roman mais également ingénieur agronome, durant un voyage en Turquie. Celui-ci l'initie dès le début de leur relation aux pratiques sadomasochistes. Elle l'épouse le 23 octobre 1957,. Après avoir été actrice de théâtre et de cinéma et photographe de plateau, elle se tourne vers la publication de livres traitant de BDSM. Sous le pseudonyme de Jean de Berg, elle écrit d'abord L'Image (éditions de Minuit, 1956), un récit sadomasochiste, censuré à deux reprises. Revenant sur cet ouvrage, elle précise qu'à l'époque « on a décrété qu'il ne pouvait pas s'agir de fantasmes féminins. Certains sont allés jusqu'à dire que c'était un homme qui l'avait écrit ! ». Ses relations de couple avec Alain Robbe-Grillet sont très volages, mais avec une transparence : chacun raconte à l'autre les détails de ses propres aventures extra-conjugales.
Elle publie en 1985 Cérémonies de femmes (Grasset).
En 2002, paraît Entretien avec Jeanne de Berg (Les Impressions nouvelles), publié sous son nom d'épouse : Catherine Robbe-Grillet.
En 2003, elle publie, avec Catherine Millet et Marcela Iacub, Ni coupables ni victimes : libres de se prostituer, une lettre ouverte contre la loi punissant le racolage passif.
En 2004, c'est également sous son propre nom que paraît Jeune mariée : journal, 1957-1962 (Fayard), récit autobiographique, sous forme de journal intime, de ses premières années de mariage.
En 2005, elle écrit, avec Dennis Cooper, une pièce de théâtre présentée au Festival d'Avignon, Une belle enfant blonde, dans laquelle elle interprète son propre rôle de maîtresse SM.
En 2007, elle publie, de nouveau sous le nom de plume de Jeanne de Berg, Le Petit Carnet perdu, chez Fayard.
En 2012, elle lit au centre Pompidou, avec Beverly Charpentier, un texte intitulé La Chasse, qui est la narration d'une chasse à l'homme dans un parc, constituée de plusieurs textes : celui de l'organisatrice, des participantes et du « gibier ». Elle publie Alain, livre de souvenirs rendant hommage à son mari, précisant qu'elle a « voulu corriger cette réputation d'homme dur, sectaire, par le portrait intimiste d'un mari très sentimental ».
En 2010 elle joue, avec Beverly Charpentier, dans Le contrat, un court métrage consacré aux rapports entre les deux femmes.
2014 a vu la première, par Lina Mannheimer, de La cérémonie, un long métrage consacré à sa vie.
En 2014, elle interprète Madeleine dans Savannah Bay de Marguerite Duras, mise en scène par Beverly Charpentier, à Canton, Nankin et Shanghai, pièce qu'elle a rejoué entre 2015 et 2017 en Afrique du Sud et en France.
En 2018, elle appartient au collectif « Nous défendons une liberté d’importuner, indispensable à la liberté sexuelle ». Elle se remarie avec Beverly Charpentier cette même année 2018.

## Pratiques BDSM
Initiée aux pratiques sadomasochistes par son mari, Alain Robbe-Grillet, Catherine Robbe-Grillet épouse en premier lieu la position de soumise, avant de devenir dominatrice. Elle décrira son couple comme « une relation sexuelle et sentimentale qui les a épanouis tous les deux mais ne peut pas convenir à tout le monde. » Elle se définit aujourd'hui comme une scénographe du BDSM, une maîtresse de cérémonie :

« Je me veux "femme-sujet", maîtresse du jeu, des jeux sur le retard, les préambules, l'ornementation du désir, le déplacement du sexuel. Une gifle est une gifle, un coup de fouet est un coup de fouet et il peut faire très mal […] mais ces pratiques sont encadrées, reprises dans une dramatisation assumée. »

Elle est considérée comme l'une des maîtresses SM françaises les plus connues,.

## Publications

### Sous le nom de Jean ou Jeanne de Berg
- Jean de Berg, L'Image, Les Éditions de Minuit, 1956 ; rééd. Cercle du livre précieux, 1963 ; rééd. J'ai lu, 1984
- Cérémonies de femmes, Éditions Grasset, 1985 ; rééd. Marabout, 1987 ; rééd. Grasset, 2023
- Le Petit Carnet perdu, éditions Fayard, 2007

### Sous le nom de Catherine Robbe-Grillet
- Entretien avec Jeanne de Berg, Bruxelles, Les Impressions nouvelles, 2002
- Jeune Mariée : journal, 1957-1962, Fayard, 2004 ; rééd. Le Livre de poche, 2006
- Catherine Robbe-Grillet et Leonardo Marcos, Images publiques, images privées, Paris, Épithème, 2011
- Catherine Robbe-Grillet, Alain, Fayard, 2012
- Alain & Catherine Robbe-Grillet, Correspondances, 1951-1990, Fayard, 2012

## Filmographie

### Actrice
- 1963 : L'Immortelle d'Alain Robbe-Grillet, sous le pseudonyme de Catherine Carayon
- 1967 : Trans-Europ-Express d'Alain Robbe-Grillet – Lucette
- 1968 : L'Homme qui ment d'Alain Robbe-Grillet – La pharmacienne
- 1968 : Je t'aime, je t'aime d'Alain Resnais – La secrétaire du responsable d'édition (non créditée)
- 1968 : Flash Love de Max Kalifa
- 1970 : L'Éden et après d'Alain Robbe-Grillet – La femme folle
- 1974 : Glissements progressifs du plaisir d'Alain Robbe-Grillet – Une sœur
- 1977 : Libertés sexuelles de Max Khalifa
- 2008 : Jouissez sans entraves, documentaire, de Yvonne Debeaumarché
- 2010 : Le Contrat de Lina Mannheimer
- 2012 : QueenS de Catherine Corringer
- 2014 : La Cérémonie de Lina Mannheimer
- 2019 : Reconstitution d’une Scène de chasse de Patricia Allio

### Scénariste
- 1975 : L'Image de Radley Metzger, également connu sous le titre de The Punishment of Anne

## Théâtre
- 2005 : Une belle enfant blonde, coécrit avec Dennis Cooper, festival d'Avignon
- 2012 : La Chasse, lecture publique avec Beverly Charpentier, Centre Pompidou
- 2014 - 2017 : Savannah Bay, de Marguerite Duras, mise en scène par Beverly Charpentier
- 2017 : Les Impénitentes, performance mise en scène avec Beverly Charpentier, Centre Pompidou